# اوپوستاسر
اوپوستاسر (به مجاری: Ópusztaszer) یک منطقهٔ مسکونی در مجارستان است که در ناحیه کیش‌تلک واقع شده‌است. اوپوستاسر ۵۹٫۵۰ کیلومتر مربع مساحت و ۲٬۲۹۰ نفر جمعیت دارد.